# 岩國藩
岩國藩（日语：／ Iwakuni han */?）是日本19世紀明治維新後領有周防國玖珂郡南部區域及大島郡部分區域的藩，藩廳設於岩國陣屋（位於現在的山口縣岩國市）；由於領主為長州藩毛利氏家臣吉川氏，因此也被稱為吉川藩。
吉川氏在江戶時代為長州藩毛利氏家臣，但長州藩並未向幕府申請將此地設立為支藩，因此在當時稱呼為岩國領，且吉川氏為毛利氏之家臣，並非直接從屬於德川家，因此吉川氏不能算是大名，但由於在16世紀末決定德川家取得天下的關原之戰中吉川廣家的特殊貢獻，幕府破格在此給予吉川氏三萬石的領地，並一直延續到江戶時代結束。

## 歷史

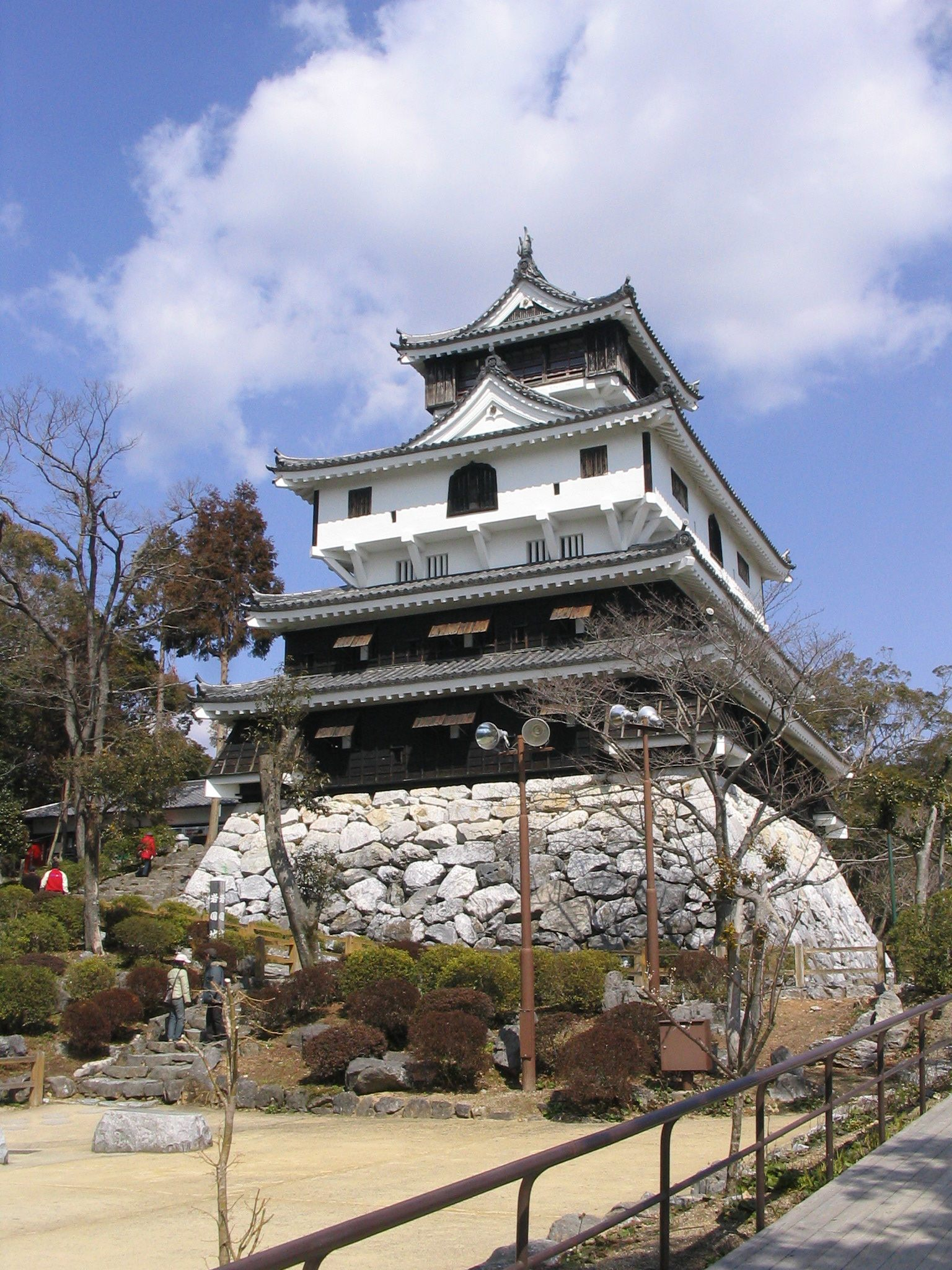
重建的岩國城天守

16世紀中毛利元就的次男繼承吉川氏後，成為吉川元春，此後以毛利兩川之一的身份，與弟弟隆景一同建構起毛利家發展的基礎，也造就吉川氏在毛利氏家臣中特殊的地位。
1600年關原之戰中，繼承家督的吉川元春次男吉川廣家為確保毛利氏的存續，當了德川家康的內應，並在戰場上成功封鎖屬於西軍毛利秀元、安國寺惠瓊、長宗我部盛親等人的行動，在戰爭結束後與德川家交涉，成功的保住的毛利氏，但毛利氏仍從原本領有山陽山陰地區共八國的大大名被減封至只剩下長門國、周防國兩國。而吉川廣家在豐臣秀吉時代原本是領有出雲國富田共14萬石領地，在戰後也隨同毛利氏改封至位於周防國最東側的岩國，石高也減至3萬石。此後雖然江戶幕府將吉川氏視為外樣大名，但吉川氏始終自認為毛利氏的家臣。
19世紀江戶幕府結束後，新政府在1868年正式承認岩國領為獨立的藩，雖然當時岩國領領主吉川經幹已於1867年3月20日過世，但在長州藩藩主毛利敬親的安排下隱匿了此事，因此當時新政府依然承認吉川經幹為岩國藩藩主，直到1869年2月9日吉川氏才以吉川經幹隱居的名義將家督讓與長男吉川經健。
1871年廢藩置縣後，岩國藩被改設為岩國縣，但在同年底的第一次府縣整併中，岩國縣又被併入山口縣，而吉川氏也成為華族。

### 歴任領主
吉川家
3萬石 → 6萬石
1. 廣家
2. 廣正（日语：吉川広正）
3. 廣嘉
4. 廣紀（日语：吉川広紀）
5. 廣逵（日语：吉川広逵）
6. 經永（日语：吉川経永）
7. 經倫（日语：吉川経倫）
8. 經忠（日语：吉川経忠）
9. 經賢（日语：吉川経賢）
10. 經禮（日语：吉川経礼）
11. 經章（日语：吉川経章）
12. 經幹（日语：吉川経幹）（第1代藩主）
13. 經健（日语：吉川経健）（第2代藩主）

## 幕末時的領地
- 周防國
  - 大島郡 - 2村
  - 玖珂郡 - 84村